# Sodom (album)
Sodom è l'undicesimo album dell'omonimo gruppo thrash metal tedesco Sodom, pubblicato ufficialmente il 21 aprile 2006.

## Tracce
1. Blood on your Lips – 4:43
2. Wanted Dead – 3:58
3. Buried in the Justice Ground – 3:09
4. City of God – 4:36
5. Bibles and Guns – 3:32
6. Axis of Evil – 4:36
7. Lords of Depravity – 2:48
8. No Captures – 4:47
9. Lay Down the Law – 3:57
10. Nothing to Regret – 2:54
11. The Enemy Inside – 4:06

### Tracce bonus
1. "Kamikaze Terrorize" (disponibile solo nell'edizione giapponese)

## Formazione
- Tom Angelripper - voce, basso
- Bernemann - chitarra
- Bobby Schottkowski - batteria